# Krzysztof Głuchowski (aktor)
Krzysztof Głuchowski (ur. 1966 w Poznaniu) – polski aktor i producent. W latach 1995–1999 dyrektor Galerii Sztuki Współczesnej „Bunkier Sztuki” w Krakowie, od 2016 dyrektor Teatru im. Juliusza Słowackiego w Krakowie.

## Życiorys
Od 1986 mieszka w Krakowie. Absolwent Państwowej Wyższej Szkoły Teatralnej w Krakowie na Wydziale Aktorskim (dyplom: Szkice z „Człowieka bez właściwości” Roberta Musila w reż. Krystiana Lupy). Debiutował w 1991 w Starym Teatrze im. Heleny Modrzejewskiej w Krakowie: Malte albo Tryptyk marnotrawnego syna, Rainer Maria Rilke, reż. Krystian Lupa.
Długoletni kurator i organizator wystaw, producent teatralny (spektakle m.in. Krystiana Lupy, Krzysztofa Warlikowskiego i Jana Peszka), filmowy i telewizyjny, dystrybutor filmowy, producent festiwali. Pierwszy dyrektor Galerii Sztuki Współczesnej Bunkier Sztuki oraz Muzeum Sztuki i Techniki Japońskiej Manggha. Współorganizował m.in. międzynarodowy festiwal filmowy Era Nowe Horyzonty (T-Mobile Nowe Horyzonty, Nowe Horyzonty) w Cieszynie i we Wrocławiu, katowicki Off Festival, Międzynarodowy Festiwal Kina Niezależnego Off Camera Kraków, Międzynarodowy Festiwal Teatralny Boska Komedia. Od 2019 prezes Stowarzyszenia im. Stanisława Wyspiańskiego.
Od września 2016 dyrektor naczelny i artystyczny Teatru im. J. Słowackiego w Krakowie.     
W 2023 otrzymał Nagrodę Miasta Krakowa w dziedzinie kultury i sztuki.

## Role
- Thomas Bernhard, Kalkwerk, reż. Krystian Lupa; Stary Teatr Kraków
- Robert Musil, W stronę Klarysy, reż. Krystian Lupa; Teatr Telewizji
- Duże zwierzę, film w reż. Jerzego Stuhra